# Édison Realpe
Édison Gabriel Realpe Solís (* 13. April 1996 in Esmeraldas; † 22. Dezember 2019 ebenda) war ein ecuadorianischer Fußballspieler. Mit LDU Quito gewann er den ecuadorianischen Meistertitel.

## Sportlicher Werdegang
Realpe spielte in der Jugend für Barcelona Sporting Club, CD Clan Juvenil und Guayaquil City FC. Für Guayaquil debütierte er 2014 in der Serie B und avancierte schnell zum Stammspieler, als die Mannschaft in die Serie A aufstieg. Dort spielte der Klub, der sich 2017 in Guayaquil City FC umbenannte, vornehmlich in der zweiten Tabellenhälfte.
2018 wurde Realpe an den Ligakonkurrenten LDU Quito verliehen, mit dem er als Meister der Hinrunde ins Meisterschaftsfinale gegen den Rückrundenmeister Club Sport Emelec einzog. Nach einem 1:1-Remis im Hinspiel durch Tore von Bryan Angulo und Anderson Julio war Julio beim 1:0-Rückspielerfolg der entscheidende Torschütze zum Meisterschaftsgewinn. Dabei saß Realpe im Hinspiel die komplette Spielzeit auf der Bank, im Rückspiel wurde er für Franklin Guerra eingewechselt. Anfang 2019 wechselte er dauerhaft zum Hauptstadtklub. 
Am Morgen des 22. Dezember 2019 verunglückte Realpe bei einem Verkehrsunfall auf der Straße zwischen Esmeraldas und San Lorenzo tödlich.